# Taihorina simplex
Taihorina simplex är en insektsart som beskrevs av Maa 1963. Taihorina simplex ingår i släktet Taihorina och familjen Machaerotidae. Inga underarter finns listade i Catalogue of Life.